# デデ・コサワ
デデ・コサワ（Dede Koswara, 1971年 - 2016年1月30日）は、インドネシアの西ジャワ州出身の、皮膚に樹皮のような疣（いぼ）が発生する病気を患っていた男性。ツリーマンの名で知られていた。

## 手術までの経緯
彼の病気はヒトパピローマウイルス（HPV）が原因でできる小さな疣が原因であり、疣贅状表皮発育異常症によって子供の頃に負った傷が原因でできた疣の成長を止めることができなかった。下記のアンソニー・ガスパリが疣を切り取り検査したところ、彼の遺伝子には非常にまれな欠陥が認められた。通常は疣はできても治るものの彼の場合免疫力がなく、自己免疫システムを狂わせ、皮膚細胞に侵入したウイルスに対し、その奇妙な物質を細胞内に作り上げろといった誤った指令を出していることをつきとめた。
1993年に地元の病院に入院、治療しようとした事もあるが結局、原因も治療方法も見つからなかった。その後村の資金を集め疣を全て切除するも、その後は疣が顔、手、体と全身に広がり、手足に至っては指の位置が確認できないほどにまで悪化していった。
しかし2007年12月に疣に関する肺炎にかかったことをきっかけとし、インドネシアの医師ならびにメリーランド大学のアメリカの皮膚科学の専門家アンソニー・ガスパリが治療に取り組んだ結果、2008年8月26日には体の瘤のうちの95%である5.8キログラムにも及ぶ瘤を摘出することに成功。なお、巨大化し大きな塊になっている疣の部分は電動鋸で切除、全身にできた小さな100個以上の疣は一個一個切り取り、その出血した部分を縫合するという方法で手術は行われた。また、頭部にできたイボは深めに切る必要があり、もし傷口から感染したら、敗血症の危険があるためなるべく出血を防ぐため、電気止血装置が使用された。
摘出後は顔の疣はほぼなくなり、手も背中の皮膚移植を通し本来の人間らしい手指を取り戻したことで、手術前は不可能だった「手で鉛筆を掴み字を書く」という行為が出来るようになったが、2009年末頃までには疣状の皮膚が再度成長し、彼の腕は再び木のようになってしまったという。
2009年7月放送の7月7日の『キミハブレイク』では壮絶な人生、7月19日の『金スマ』では、手術の様子がそれぞれ特集放送され反響を呼んだ。
2016年1月30日にインドネシア、バドゥン県のHasan Sadikin病院で死ぬ3か月前に病院に入院し、多機能不全により亡くなったことが報じられた。
2017年現在、東南アジアに彼同様の症例を持つ患者が4人おり、現在この症例は樹木男（ツリーマン）症候群とも呼ばれるようになっている。

## その他
- 二人の息子と娘がいる。
- 兄がおり、基本的に兄に体を洗ってもらっている。
- 18歳の時に結婚していた妻からは見放されて離婚され、家庭が養えないためそれに従うしかなかった。その後妻は生活力がある男性と再婚したという。また仕事場や友人、子供たちからも偏見の目で見られ悔しい思いをしたと明かしている。
- 貧しい地域で育ったため小学卒業後に働いていた。少ない賃金しか稼ぐことはできなかったものの近所では働き者で有名であったという。
- 昔は建築業と猟師の仕事をしていたが症状の悪化により辞め、子供たちにお金を残すため見世物小屋で自分の体を披露し生活していた。
- 瘤に覆われた手は病気で変形し、手術の際にCTスキャンで手の内部を調べたところ骨粗鬆症で骨がもろくなり指の骨がボロボロに崩れ、指に骨がない状態になっていたことが判明し、医師の見解ではこの疣を除去した場合、二度と手を使うことはできないとのことであった。しかしその後の検査で、1本の指の一部には、かろうじて骨が残っていることが判り、整形外科医は、わずかに残っている骨が回復することを期待して、抗骨粗鬆症剤とカルシウムを処方することになった。
- 手術前は顔の疣に加え、服を着て隠しているため一見確認しづらいが頭皮、耳の中、体の中にまでできている。